# Rudolf Dassler
Rudolf Dassler (Herzogenaurach, 26 de março de 1896 — Herzogenaurach, 27 de outubro de 1974) foi o fundador da marca esportiva Puma AG, irmão do fundador da marca Adidas, Adolf Dassler. Os dois tornaram-se rivais desde cedo, devido à competição entre suas indústrias.
Tendo inicialmente nomeado a sua empresa como "Ruda" (Rudolf Dassler), depois mudou o nome da mesma para Puma, que se mantém até hoje.
Sob a sua direção, a Puma permaneceu como uma companhia pequena, provincial. Foi sob a direção de seu filho, Armin Dassler, que a empresa tornou-se mundialmente conhecida na atualidade.
Rudolf Dassler morreu em 27 de outubro de 1974, de câncer de pulmão.
Até hoje Adidas e Puma são rivais.